# Tord de Gurney
El tord de Gurney (Geokichla gurneyi) és un ocell de la família dels túrdids (Turdidae).

## Hàbitat i distribució
Habita els boscos de les muntanyes i terres baixes de l'oest d'Angola i des del nord-est, est i sud-est de la República Democràtica del Congo, Tanzània i sud-est de Kenya, cap al sud, a través de Malawi, Zàmbia, Moçambic i l'est de Zimbabwe fins l'est de Sud-àfrica.